# Binodoxys rhagii
Binodoxys rhagii är en stekelart som först beskrevs av William Harris Ashmead 1889.  Binodoxys rhagii ingår i släktet Binodoxys och familjen bracksteklar. Inga underarter finns listade.